# István Séllyei
István Séllyei (ur. 8 czerwca 1950 w Egerze, zm. 19 lipca 2020 w Budapeszcie) – węgierski zapaśnik walczący w stylu klasycznym. Olimpijczyk z Montrealu 1976, gdzie zajął szóste miejsce w kategorii 90 kg.
Szósty na mistrzostwach świata w 1975 roku.
- Turniej w Montrealu 1976

Wygrał z Petre Dicu z Rumunii i Fredem Theobaldem z RFN, a przegrał z Darko Nišavićem z Jugosławii i Stojanem Nikołowem z Bułgarii.